# Eucoronimyia hastata
Eucoronimyia hastata là một loài ruồi trong họ Tachinidae.